# كيت لوندي
كيت الكسندرا لوندي (بالإنجليزية: Kate Lundy)‏، من مواليد 15 ديسمبر 1967، عضو حزب العمال الأسترالي لدى مجلس الشيوخ الأسترالي، ممثلا عن العاصمة الأسترالية. خدمت اندي وزيرة لشؤون التعدد الثقافي، ووزيرة مساعدة في الحقيبة الوزارية للاقتصاد الرقمي لدى حكومة رود الثانية؛ ، كما شغلت سابقا منصب وزير الرياضة ووزير مساعدة في حقيبة وزارة الصناعة والابتكار.

## جوائز
في عام 2010 كيت لوندي تسجل عضمن قائمة ال 10 أشخاص الأكثر تأثيرا في تغيير العالم الإيجابي، من خلال الإنترنت والسياسة في منتدى الديمقراطية العالمي الحادي عشر المنعقد في باريس، بفرنسا.